# Fénymikroszkóp

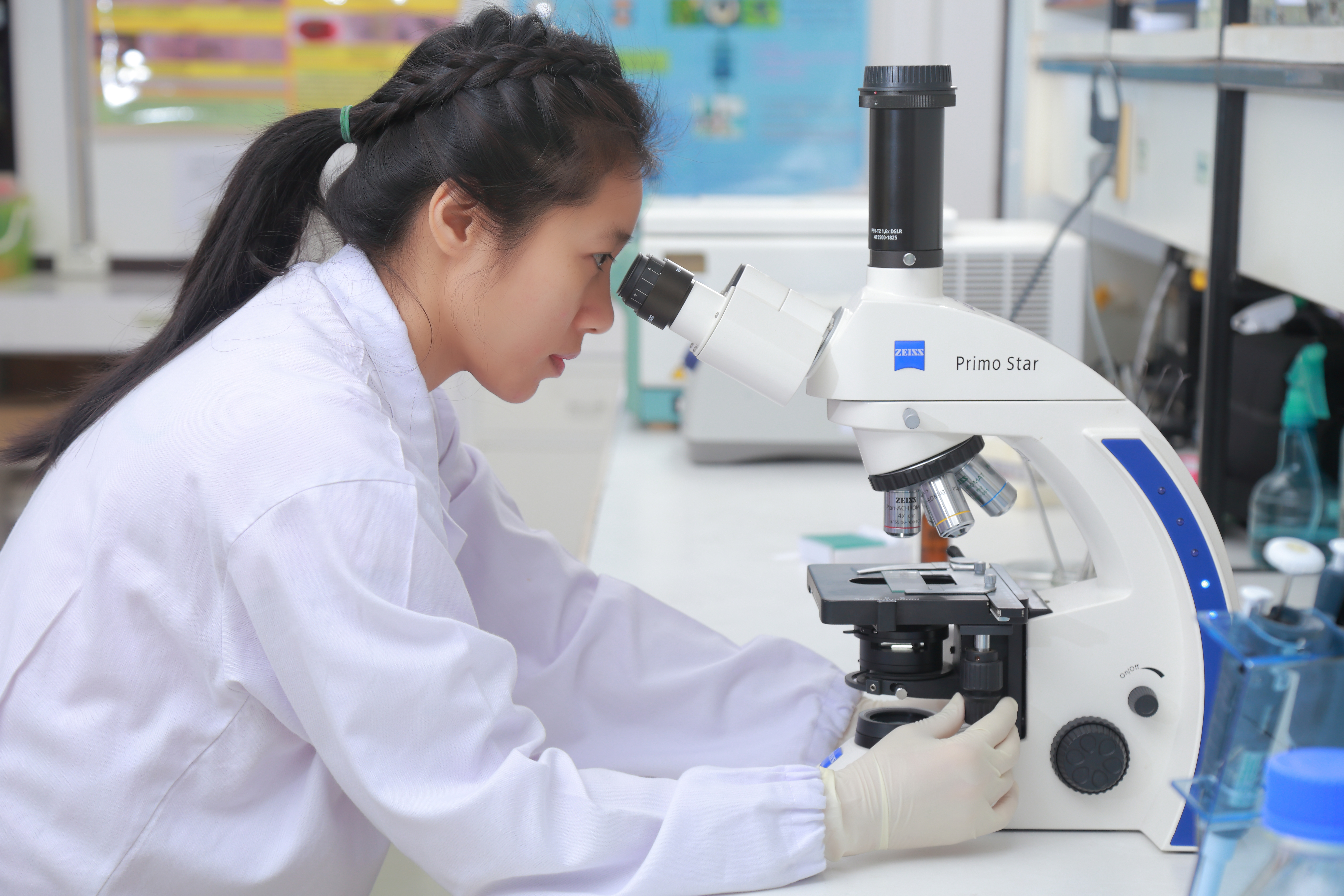
Kutató fénymikroszkóppal folytat vizsgálatot

A fénymikroszkóp a kis mérete miatt az emberi szem által nem (vagy csak nehezen) látható dolgok vizsgálatára szolgáló eszköz. Az eszköz lényege egy lencserendszer, ami az emberi szem számára felnagyítja, ezáltal vizsgálhatóvá (láthatóvá) teszi a nagyon kis méretű dolgok (tárgyak, baktériumok, sejtek) képét. A fénymikroszkóp felbontóképességét, illetve az általa elérhető nagyítást a fény hullámhossza korlátozza.

## A mikroszkóp felépítése
A mikroszkóp optikai és mechanikai elemekből tevődik össze.

### Mechanikai elemek
Talpazat és a tubustartó

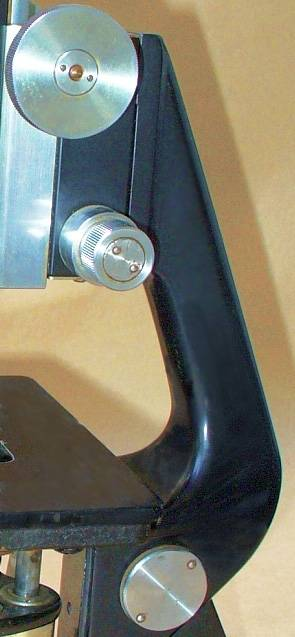
Tubustartó

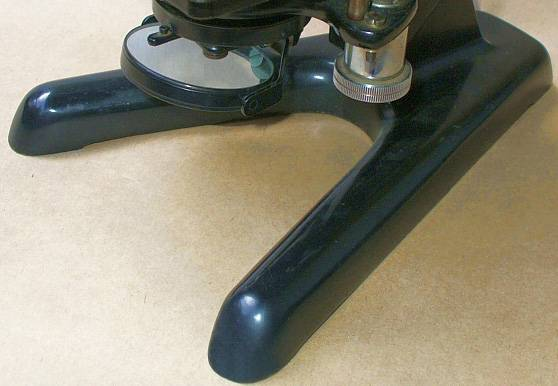
A mikroszkóp talpazata

A mikroszkóp a leggondosabb kivitelű finommechanikai szerkezetek közé tartozó optikai műszer.
A műszer rezgésmentes biztos egyensúlyát, munkaasztalon való szilárd állását a súlyos U alakú talpazat biztosítja.
A korszerű mikroszkópok talprésze üregesen van kiképezve, amelynek belsejében helyezik el a megfigyelt preparátum megvilágításához szükséges fényforrást.
A talpazatra van felépítve a dönthető tubustartó, amely magában foglalja:
- a tubust a revolverfoglalattal
- az X–Y irányba mozgatható tárgyasztalt
- a preparátumok megvilágításhoz szükséges megvilágító rendszert (dönthető tükör, szűrőtartó, kondenzor-lencserendszer a rekesszel)
- valamint a mikroszkóp beállításához szükséges megfelelő kezelőgombokat.

A tubus és a revolverfoglalat

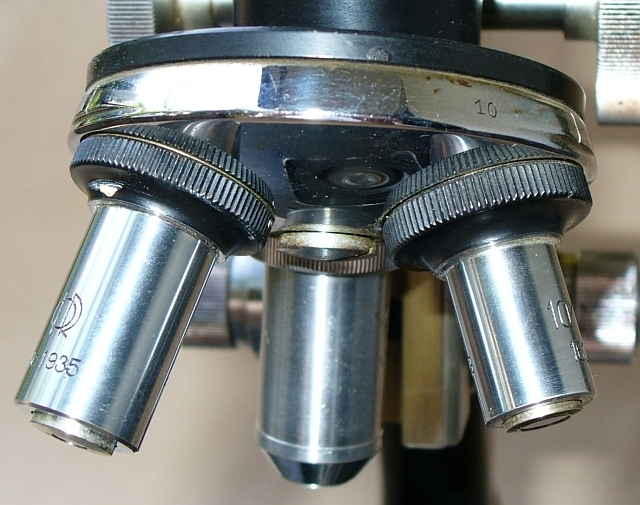
Háromobjektíves revolverfoglalat

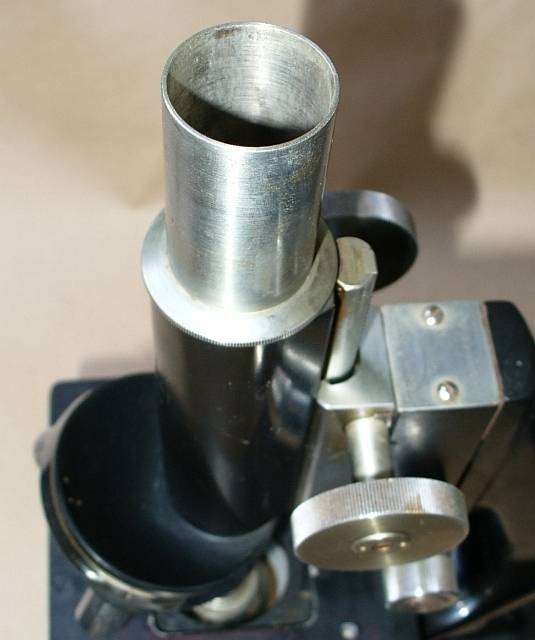
A tubus

A tubus az okulár és az objektív befoglalására szolgál.

Felső – szem felé eső – oldalán az okulárok, alsó – tárgy felé eső – oldalán az objektívek csatlakoznak a tubushoz.

Az okulárok egyszerűen becsúsztathatóak, az objektívek csavarmenettel illeszkednek a tubushoz.
Az objektíveket ma már túlnyomó többségben 3–6 objektívet befogadó revolverfej közbeiktatásával illesztik a tubushoz.
A tárgyasztal

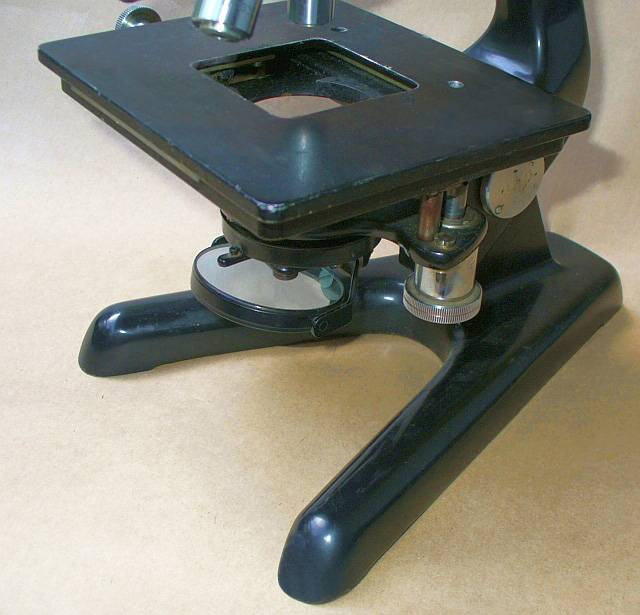
Négyszög alakú mikroszkóptárgyasztal

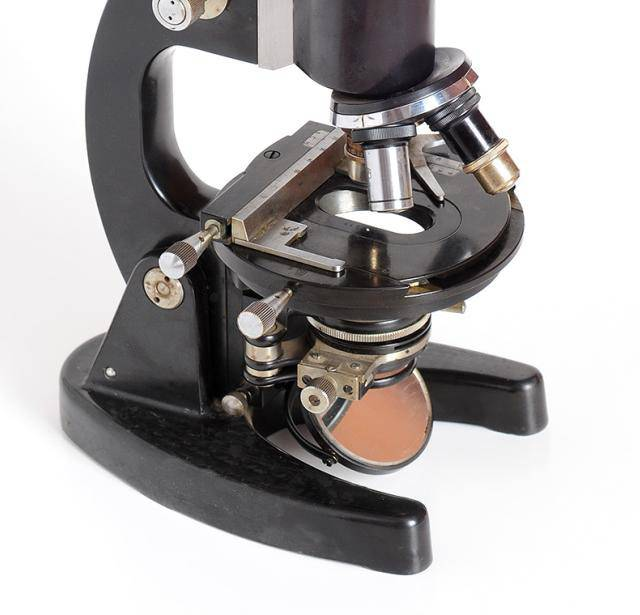
Kör alakú mikroszkóptárgyasztal

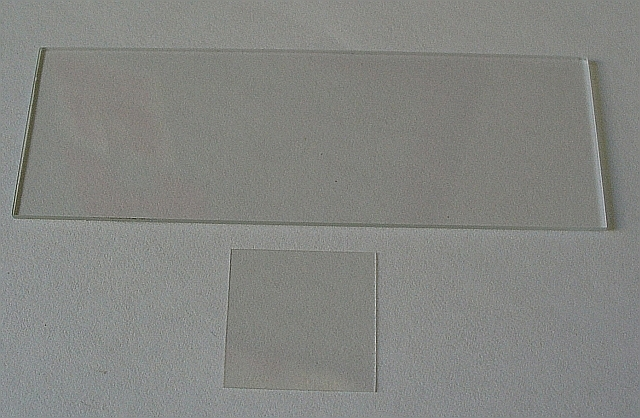
Mikroszkóppreparátumokat hordozó tárgylemez és fedőlemez

A tárgyasztal az objektív alatt elhelyezkedő kör vagy négyszög alakú asztal, amely a preparátum elhelyezésére szolgál.

A kondenzorból érkező megvilágító sugarak számára közepén kerek vagy négyszög alakú nyílással van ellátva, amelyen keresztül a megfigyelt preparátum alulról megvilágítható. 

Az asztal a megfelelő kezelőgombok segítségével X–Y irányba mozgatható (koordinátaasztal).

A preparátumot tartalmazó tárgylemez rögzítése rugós pántok segítségével történik.
A komolyabb mikroszkópok el vannak látva fűthető, hűthető tárgyasztallal, amely különleges vizsgálati eljárásokat tesz lehetővé.

Az élességállítás mechanikai megoldásai

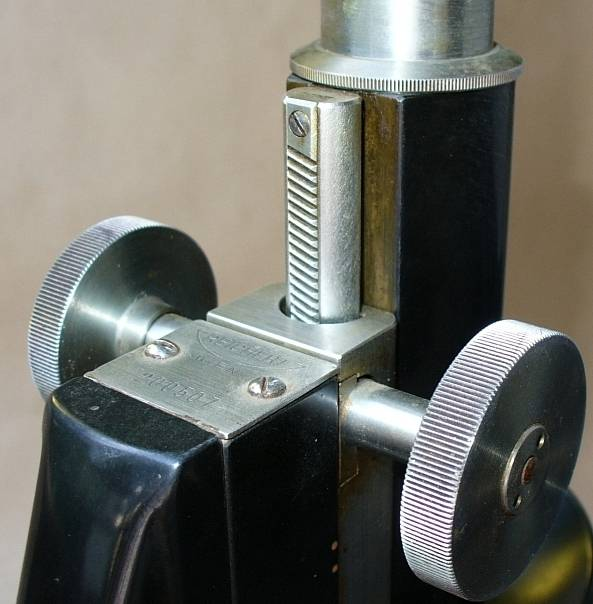
Fogasléces élességállítás

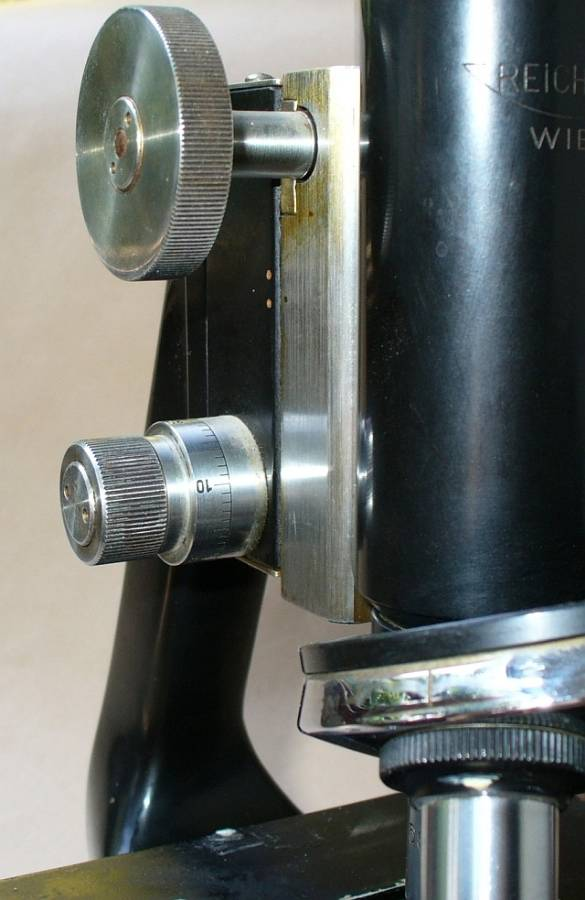
Az élességállítás kezelőgombjai: a felső a durvaállítás, az alsó a finomállítás

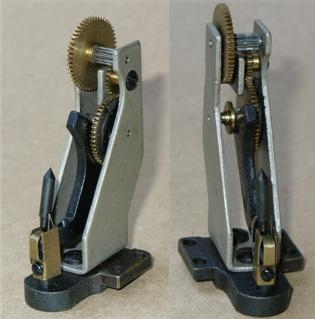
Finomállító óramű

A mikroszkóp mechanikai szerkezeti elemeinek egyik legfontosabbika az élességállítás mechanikája, amelynek biztosan, kotyogásmentesen kell működnie.

A durva élességállítás megvalósítására kizárólag fogasléc-fogaskerék kombinációt alkalmaznak.

Az emelt-süllyesztett mechanikai elemet rendszerint fecskefarkillesztés vezeti azzal a céllal, hogy a megfelelő élességet megkapjuk.

A kép élesre állításához szükséges finomállítást valamilyen finom emelkedésű csavarmenetes vagy óraműves megoldással oldják meg.

A finommozgatás intervalluma szerkezetileg korlátozott érték, legtöbbször 2 mm, és mozgáshatárai a mikroszkópállványon jól látható helyen, osztásvonalakkal meg vannak jelölve.

A finomállító kezelőgomb egy teljes körfordulásával az emelkedés 0,1 mm.

### Optikai elemek
A mikroszkóp optikai elemei: az objektívek (tárgylencsék), az okulárok (szemlencsék) és a megvilágító berendezések (tükrök, kondenzorok).
A mikroszkóp működése és nagyítása

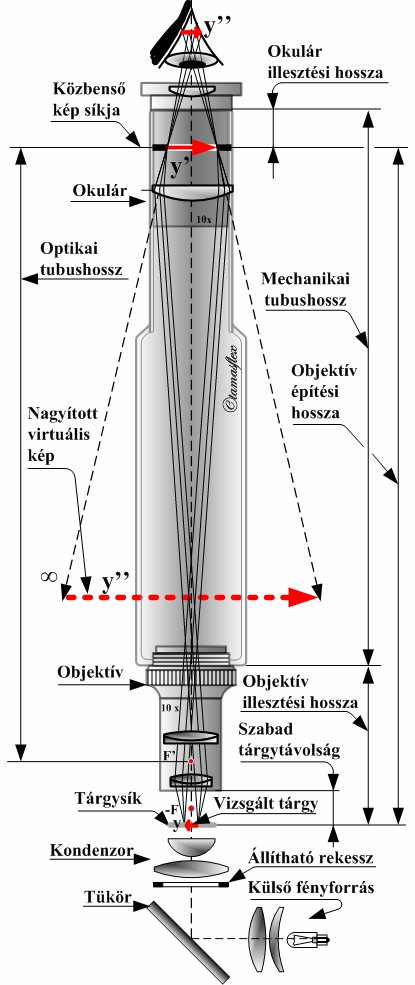
A mikroszkóp optikai rajza

A mikroszkóp olyan összetett optikai nagyító rendszer, amellyel a vizsgált tárgy (preparátum) kétféle nagyítási módszerrel vizsgálható.

Szorosan vett értelemben a mikroszkóp két képalkotó gyűjtőrendszerből tevődik össze:
1. a tubusnak a tárgy felé forduló részén elhelyezkedő tárgylencse, ismertebb nevén az objektív,
2. valamint a szem felé forduló részén elhelyezkedő szemlencse, az úgynevezett okulár.

A mellékelt ábrán láthatóan az objektív az y tárgyról y′ nagyított reális fordított képet alkot az okulár tárgyoldali gyújtósíkjában.
Az okulár ezt a már felnagyított képet újra felnagyítja, és az y′′ virtuális képet hozza létre – a szem alkalmazkodási fokától függően a végtelenbe vagy a tisztalátás távolságába vetítve.
A mikroszkóp nagyítása
A fentiekből láthatóan a mikroszkóp két centrált optikai rendszernek, az objektívnek és az okulárnak a kombinációja.

Az így kialakított optikai rendszer össznagyítása a két optikai elem, az objektív és az okulár nagyításának szorzatával egyenlő.
Képlettel kifejezve:
(1) Nmik. = βob. × Nok.
A kombinált rendszer gyújtótávolsága :
(2) fr. = 250 / βob. × Nok.
Ahol:
- 250 = a tisztalátás távolsága,
- βob. = az objektív önnagyítása,
- fr. = a rendszer gyújtótávolsága
- és Nok. = az okulár lupenagyítása.

A (2) egyenletből láthatóan a mikroszkópot egy nagyon rövid gyújtótávolságú nagyítónak (lupe) lehet tekinteni, amelynek nagyítása:
(3) Nl. = 250 / fr.
Példával alátámasztva a fentieket:
Legyen az objektív önnagyítása βob. = 10× és az okulár lupenagyítása Nok. = 10×; az (1) egyenlet értelmében a mikroszkóp nagyítása :
Nmik. = βob. × Nok. = 10 × 10 = 100×
A  (2)  egyenlet értelmében a kombinált rendszer gyújtótávolsága:
fr. = 250 / βob. × Nok. = 250 / 10 × 10 = 2,5 mm
A (3) egyenlet értelmében a mikroszkóp nagyítása mind lupe (szögnagyítás):
Nl. = 250 / f = 250 / 2,5 = 100×
Láthatóan mind két egyenlettel egyenlő nagyítási értéket kapunk.

Az  (1)  egyenlet a tárgy–kép  lineáris méreteit, a (2)  egyenlet a látószögek viszonyait veszi figyelembe.
A korszerű mikroszkópok a kényelmesebb betekintés érdekében 45 fokban (egyeseknél 60 fokban) megtört binokuláris tubussal (okulárcsővel) vannak ellátva.

Ez sokkal kényelmesebb és kevésbé fárasztó megfigyelést tesz lehetővé, mint az egy szemmel való (monokuláris) megfigyelés.

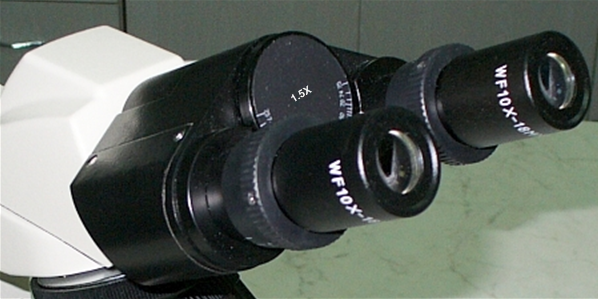
Binokuláris okulárcső

Az objektív képalkotó sugarait a binokuláris tubusban prizmarendszer osztja két egyenlő részre  (50%–50%) és vezeti a jobb, illetve a bal szem tubuscsonkjához.

A két párhuzamos okulártubus közötti távolság bizonyos határok közt változtatható, így a megfigyelő személy a két okulártubus tengelytávolságát saját szemének pupillatávolságához tudja igazítani.

Két ismertebb binokuláris rendszer, a Siedentopf és a Jentzsch terjedt el a gyakorlatban.

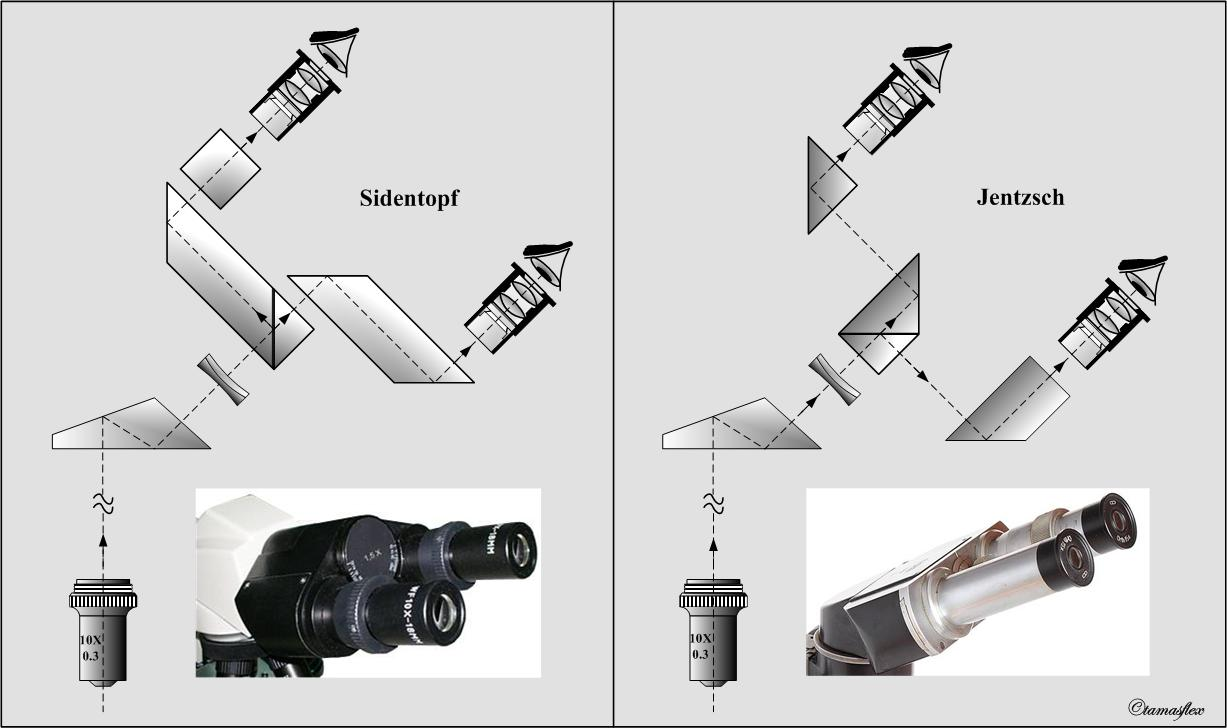
A Siedentopf- és Jentzsch-féle binokuláris feltétek optikai rajzai

Mindkét rendszernél a sugárosztó prizmák okozta megnövekedett optikai úthossz miatt további lencserendszer (tubuslencse) beépítése szükséges ahhoz, hogy az objektív képalkotó sugarai újra az okulár tárgyoldali gyújtósíkjában egyesüljenek.

Az objektívek önnagyítása és optikai hibáinak korrekciója 160 (vagy 170) mm-es optikai úthosszra vannak kiszámítva.

A beépített lencserendszer a fentiek miatt egyben képminőség-korrekciót is végez. Ez azért szükséges, mert a megnövekedett optikai úthossz miatt az objektív leképezése nem az előírt minőségi értéket adná.

A binokuláris feltét okozta nagyításváltozást a tubusfaktor fejezi ki, amit minden esetben a feltéten jól látható helyen feltüntetnek, amelynek értéke gyártó cégtől függően 1,5 – 1,7×.

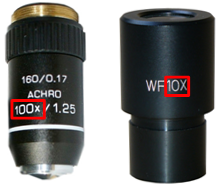
A nagyítás megjelölése az egyes optikai elemeken

Binokuláris feltétek között vannak olyan megoldások is, amelyek kiküszöbölik a járulékos nagyítást; ebben az esetben a tubusfaktor (tubustényező) értéke 1.

Az így kialakított mikroszkópok nagyításának meghatározásához már nem felel meg az (1)  egyenlet; a η tubustényezőt is figyelembe kell venni.
Az  (1)  egyenlet az alábbiak szerint alakul tubusfaktorral terhelt binokuláris feltét esetén:
(4) N = βob. × Nok. × η
Ahol:
- βob. = az objektív önnagyítása,
- Nok. = az okulár lupenagyítása
- és  η  = a tubustényező.

A nagyítás meghatározásának könnyítése végett a mikroszkópobjektíveken és az okuláron a nagyítási értéket számszerűen feltüntetik.

## Okulárok

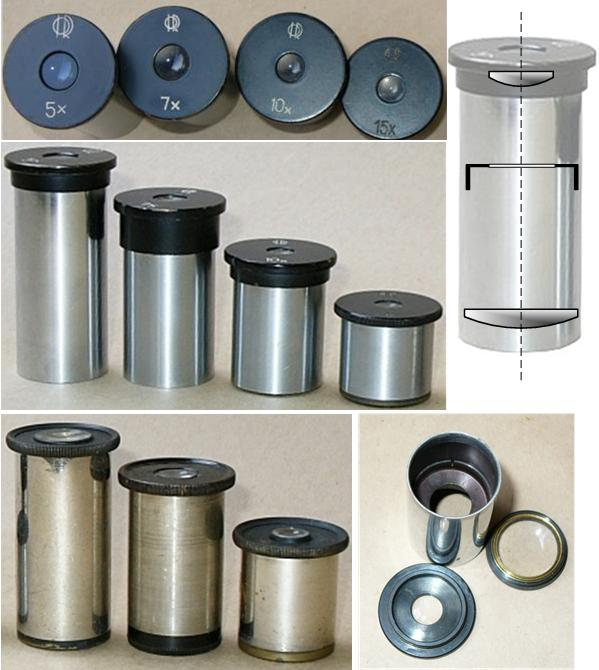
Huygens-okulárok

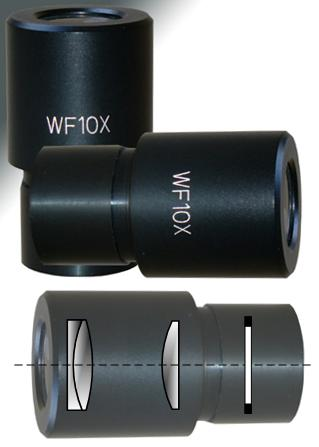
Nagy látószögű Kellner-típusú mikroszkópokulár

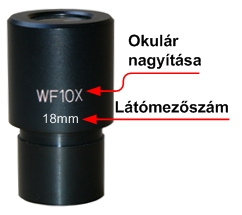
Az okuláron feltüntetett értékek

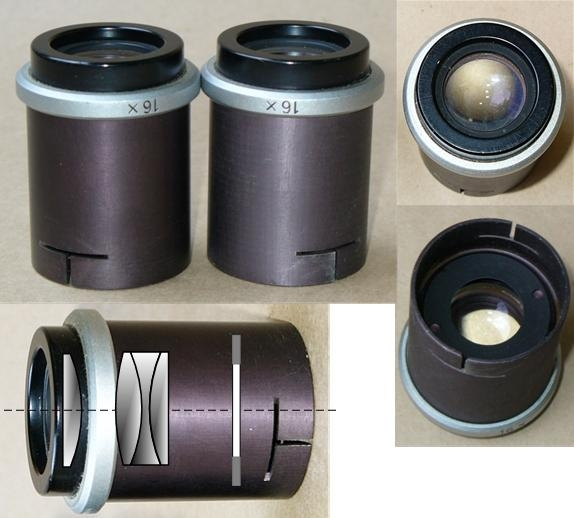
Orhoszkopikus mikroszkópokulár

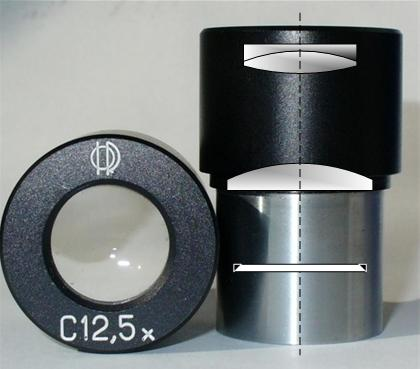
Kompenzációs mikroszkópokulár

Az okulár feladata az objektív által leképzett köztes kép másodlagos nagyítása.

Minden okuláron fel van tüntetve a saját nagyítását kifejező szám, ezenkívül betűjelek mutatják azt, hogy az okulár milyen objektívhez használható:
- az A-val jelzett okulárok akromatikus objektívekhez illenek,
- a C vagy K betű jelöli az apokromátokhoz tartozó kompenzációs okulárokat,
- az AK jelzésűek olyan kompenzációs okulárok, melyek erősebb akromatikus objektívekhez alkalmazhatók,
- a PK betűk pedig azokat a plánkompenzációs okulárokat jelölik, amelyek plán-akromát vagy plán-apokormát objektívekkel együtt vetítésre, valamint mikrofényképezésre alkalmasak.

Egyes gyártó cégek okulárjain kis körbe vagy egyszerűen a nagyítást kifejező szám után egy számot (pl. 15 vagy 15 mm) is feltüntetnek, amely az okulár S látómezőszámát fejezi ki.

Ha az S látómezőszámot elosztjuk az éppen alkalmazott objektív önnagyításával, megkapjuk a látómezőben látott tárgyrészlet átmérőjét, amely az alábbi egyenlet segítségével kiszámítható:
(5) δ(mm) = S / βob.
Ahol:
- δ = az okulár látómezejét kitöltő tárgyrészlet átmérője,
- S = látómezőszám értéke
- és βob. = az objektív önnagyítása.

Például:
A 10×-es Huygens-okulár látómezőszáma S = 14, és legyen az objektív önnagyítása βob. = 100×.
Az (5) egyenlet értelmében az okulár látómezejét kitöltő tárgyrészlet átmérője :
δ(mm) = S / βob. = 14 / 100 = 0,14 mm átmérőjű tárgyrészlet látható mikroszkóppal.
Abban az esetben, amikor a mikroszkóp tubusfaktorral terhelt (járulékos nagyítású) binokuláris feltéttel van ellátva, az  (5)  egyenlet az alábbiak szerint módosul :
(6) δ(mm) = S / (βob. × η) 
A fenti példa értékeinél maradva legyen η = 1,4× (tubusfaktor), az okulár látómezejét kitöltő tárgyrészlet átmérője:
δ(mm) = S / βob. × η = 14 / (100 × 1,4) = 0,1 mm
A mikroszkópokhoz többféle típusú okulárokat alkalmaznak, amelyeket az adott munka elvégzéséhez a célnak megfelelően cserélgetnek.
Ezek közül az alábbiak tartoznak a főbb típusok közé:
- Huygens-okulár
- Kellner-okulár (javított Ramsden-okulár)
- Ortoszkopikus okulár

## Objektívek

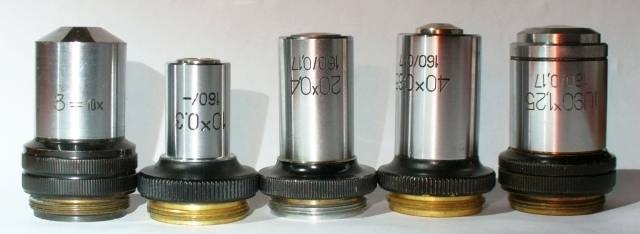
IOR gyártmányú mikroszkópobjektívek [http://www.ior.ro/

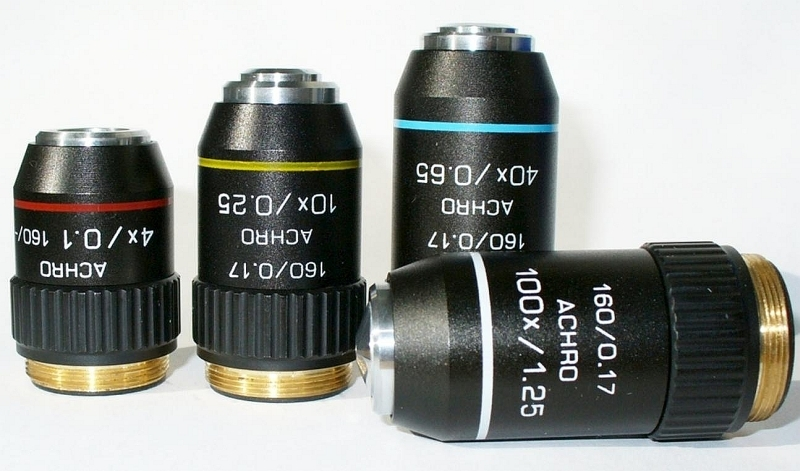
Az olasz Optika cég által gyártott mikroszkópobjektívek [http://www.optikamicroscopes.com/

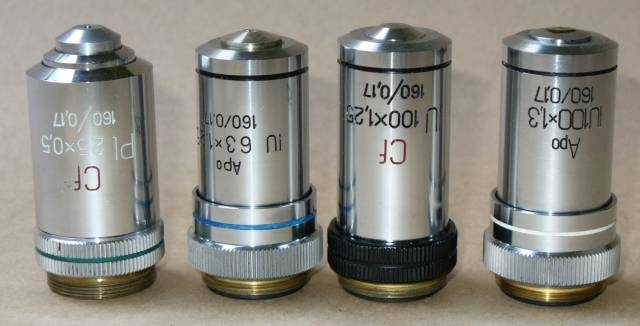
IOR gyártmányú mikroszkópobjektívek [http://www.ior.ro/

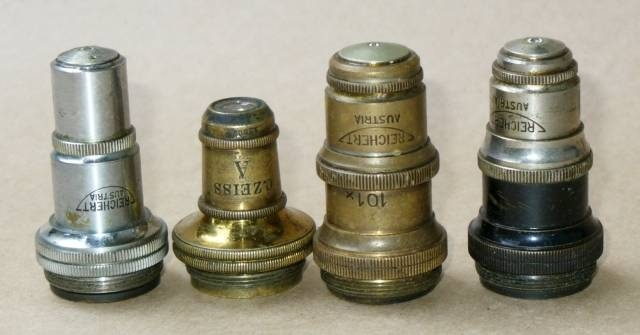
Régebbi mikroszkópobjektívek [http://www.antique-microscopes.com/photos/Tolles_objetives.jpg

A mikroszkópobjektív rendszerint összetett – típustól függő – korrigált lencserendszer.
Felépítését tekintve két csoportra oszthatóak:
1. dioptrikus,
2. katadioptrikus.

Az első csoportba a lencsékből felépített objektívek, a másodikba a tükörobjektívek sorolhatóak.
A tükörobjektíveknek két típusa használatos a gyakorlatban:
1. a Schwarzschild-rendszer – csak reflexió útján,
2. valamint a Maksutow-rendszer – reflexió és refrakció útján alkot képet.

A tükörobjektíveket a gyakorlatban főképpen az ultraibolya és az infravörös színképtartományban végzett vizsgálatoknál alkalmazzák.

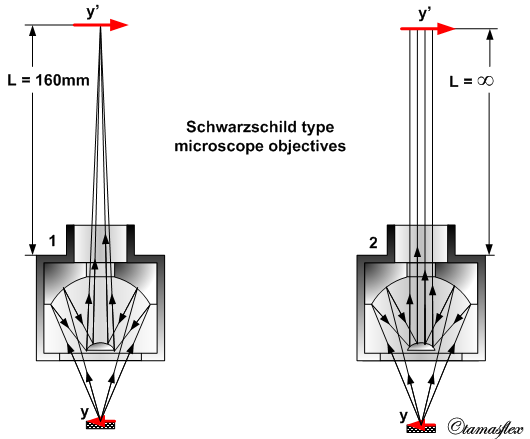
Schwarzschild mikroszkópobjektívek [https://web.archive.org/web/20081207083454/http://www.lot-oriel.com/site/site_down/ea_refobjectives_deen02.pdf

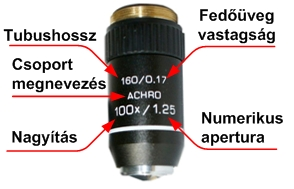
Az objektívet jellemző teljesítményadatok. Bővebben: [http://www.microscopyu.com/articles/optics/objectivespecs.html

A látható fényben alkalmazott mikroszkópobjektíveket színi korrigáltságuk alapján az alábbiak szerint
csoportosíthatóak :
- akromátok – a legáltalánosabban alkalmazott, két színre korrigált mikroszkóp objektívek,
- fluoritrendszerek – fél-apokromátoknak is nevezik: színkorrekciójuk jobb, mint az akromátok színkorrekciója,
- apokromátok – kiváló optikai tulajdonságokkal rendelkező, három színre korrigált objektívek,
- plánakromátok – mikrofényképezés számára tervezett, képmezőhajlástól mentesített objektívek,
- plánapokromátok – kiváló minőségű, mikrofényképezés számára tervezett, képmezőhajlástól mentesített objektívek,
- monokromátok – az ultraibolya színképtartomány meghatározott hullámhosszúságú sugárzására korrigált objektívek.

A fentiekben említett objektíveket kétféle kivitelben gyártják:
1. száraz rendszerű objektívek – amelyeknél a preparátum fedőlemeze és az objektív frontlencséje közötti közeg maga a levegő,
2. immerziós rendszerű objektívek – amelyeknél a preparátum fedőlemeze és az objektív frontlencséje közötti közeg egy ismert törésmutatójú folyadék (pl. cédrusolaj).

A kitöltő közeg valamilyen folyadékra való cseréjével az objektív numerikus apertúrájának növekedése érhető el, ami a mikroszkóp felbontóképességét nagymértékben megnöveli.
Az objektíveket jellemző teljesítményadatokat a gyártó cégek az objektívfoglalat külső palástján tüntetik fel.
A főbb feltüntetett adatok :
- csoportmegnevezés – pl. APO: apokromatikus objektív,
- nagyítás – pl. 100×,
- numerikus apertúra – pl. 1,30,
- fedőüveg vastagság – pl. 0,17,
- tubushossz – pl. 160 , az objektív nagyítása 160 mm tubushosszra érvényes.

A számszerű nagyítási érték feltüntetése mellett egy színes gyűrűt is találunk az objektíven, amely szintén a nagyítás beazonosításában segít.
A színkódolásra az alábbi rendszert alkalmazzák:
- fekete – 1×,
- barna – 2×,
- piros – 4×,
- sárga – 10×,
- zöld – 20×,
- türkiz – 25×,
- világoskék – 40×,
- sötétkék – 60×,
- fehér – 100×.

Mindezek mellett más feliratok is utalnak a speciális mikroszkópi vizsgálatokhoz készített objektíveken az alkalmazás jellegére.

Így az olajimmerziós objektíveken feltüntetik pl. a HI,  IU vagy Oel betűket, a polarizációs vizsgálatokhoz alkalmas objektíveken pl. a P vagy Pol jelzést láthatjuk, a fáziskontraszt-objektívek jelzése pl. Ph vagy Cf.

## Mérések mikroszkóppal

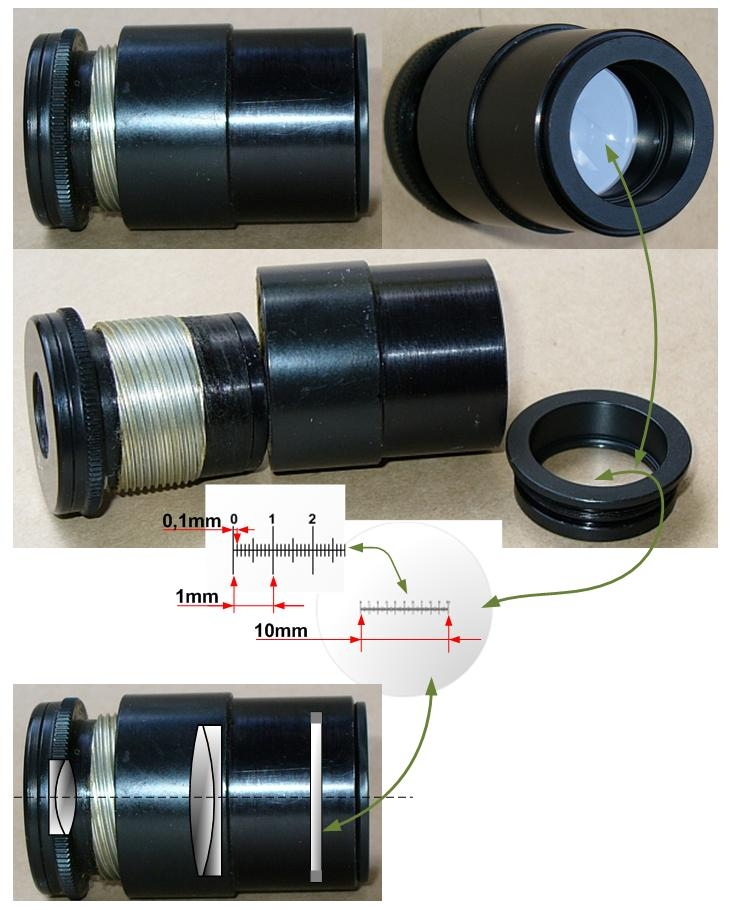
Mérőokulár

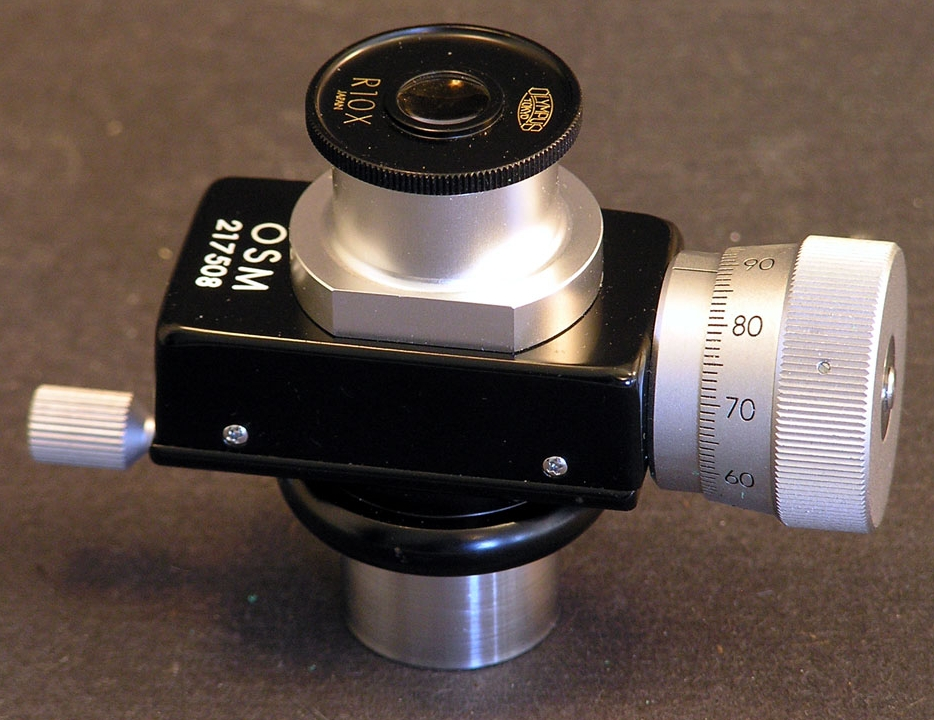
Mozgószálas mérőokulár

## A megvilágítás optikai elemei

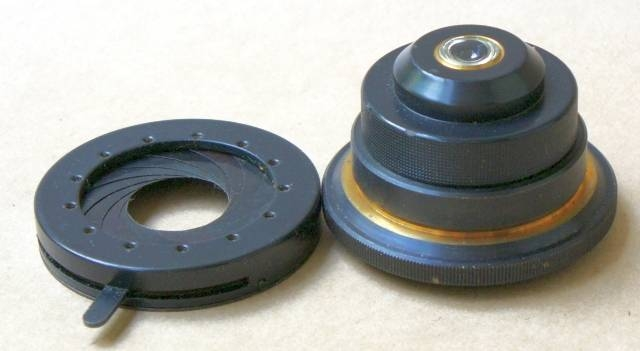
Mikroszkóp-kondenzorlencse és a fényt szabályozó íriszrekesz

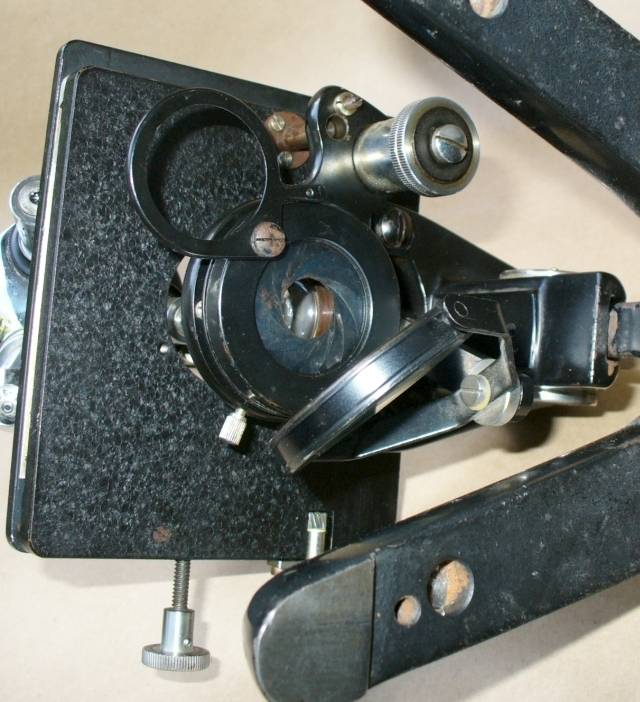
A megvilágítás optikai elemei kinyitott szűrőtartóval

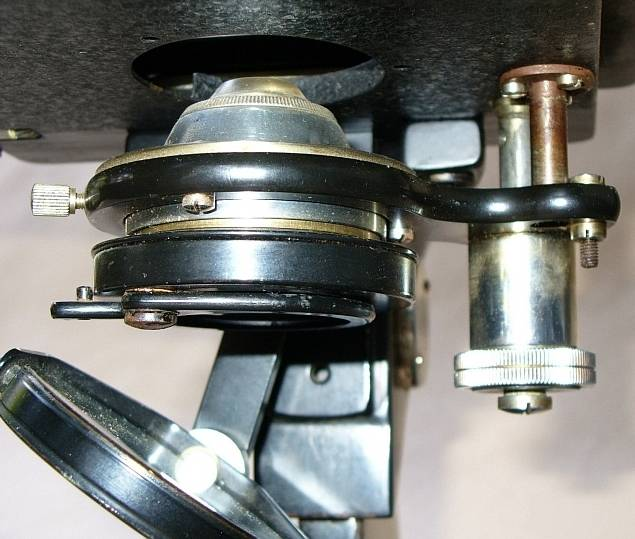
A megvilágítás optikai elemei: látható a két irányban mozgatható tükör, a kondenzorlencse a rekesszel és a kondenzorlencse fókuszát szabályozó kezelőgomb

Ahhoz, hogy a mikroszkópi készítmény (preparátum) láthatóvá váljék, a mikroszkópot megfelelő megvilágítással kell ellátni.
Ennek a követelménynek tesznek eleget az alábbiak:
1. mikroszkóplámpa
2. tükör
3. kondenzor

A mikroszkóplámpa egy súlyos talpra szerelt, általában henger alakú, megfelelő erősségű égővel, íriszrekesszel, kollektorlencsével, színszűrővel ellátott lámpa.
Célja az, hogy megfelelő erősségű koncentrált fénnyel lássa el a mikroszkópot.
A mikroszkóplámpának az alábbi követelményeknek kell megfelelnie:
- fényerős legyen,
- a fényforrásról lehetőleg egyenletes eloszlású, állandó színhőmérsékletű fényt bocsásson ki,
- a fényforrás elé épített lencserendszer (kollektor) előre-hátra mozgatásával a fényforrás képét a kondenzor apertúrarekesz-síkjába lehessen vetíteni,
- folyamatosan változtatható átmérőjű rekesszel (íriszrekesz) rendelkezzék, amellyel a kilépő fénynyaláb a kellő mértékben beszűkíthető,
- a kollektor és a rekesz közé szűrő legyen helyezhető.

A tükör arra szolgál, hogy segítségével valamilyen külső fényforrás fényét a kondenzorlencsébe vagy a vizsgálandó preparátumra irányítsuk.
 Két, egymásra merőleges tengely körül minden irányban elfordítható, melynek egyik oldala sík, a másik homorú.
A sík oldalát akkor alkalmazzák, amikor a preparátum megvilágítása a kondenzoron át történik, a homorú oldalt pedig akkor, amikor a kondenzor oldalra kihajtva a fény útjából el van távolítva.
A kondenzor szerepe az, hogy a tükrön át közvetített külső fényforrás fényét a vizsgált preparátum síkjába vetítse a lehető legnagyobb fénysűrűséggel.
A beépített fényforrású mikroszkópok is a fenti elemeket tartalmazzák kisebb-nagyobb eltéréssel.

## Mikroszkóptípusok

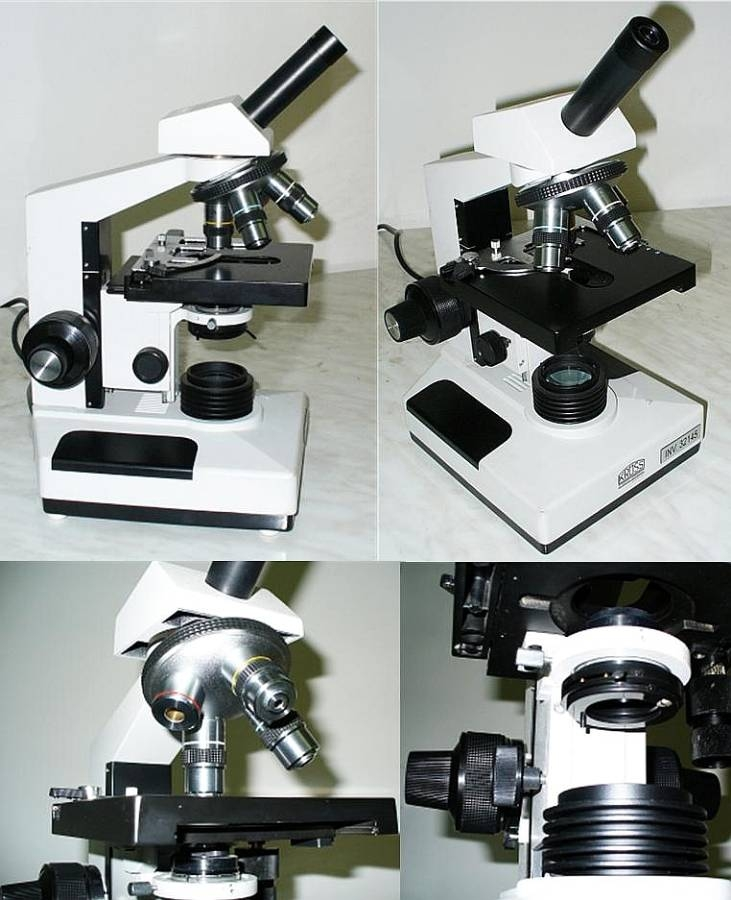
Egyszerű egyokuláros laboratóriumi mikroszkóp

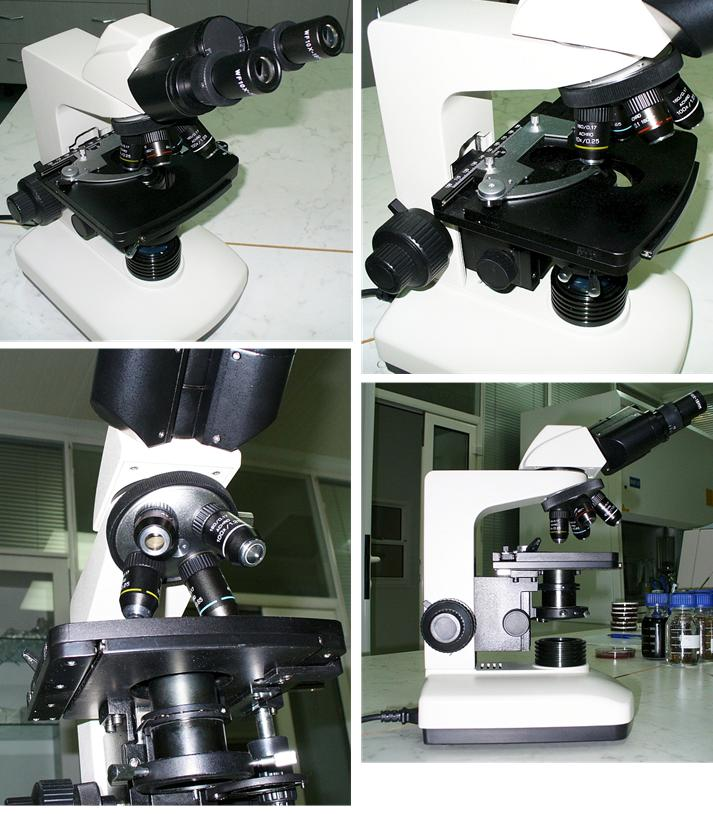
Univerzális laboratóriumi mikroszkóp

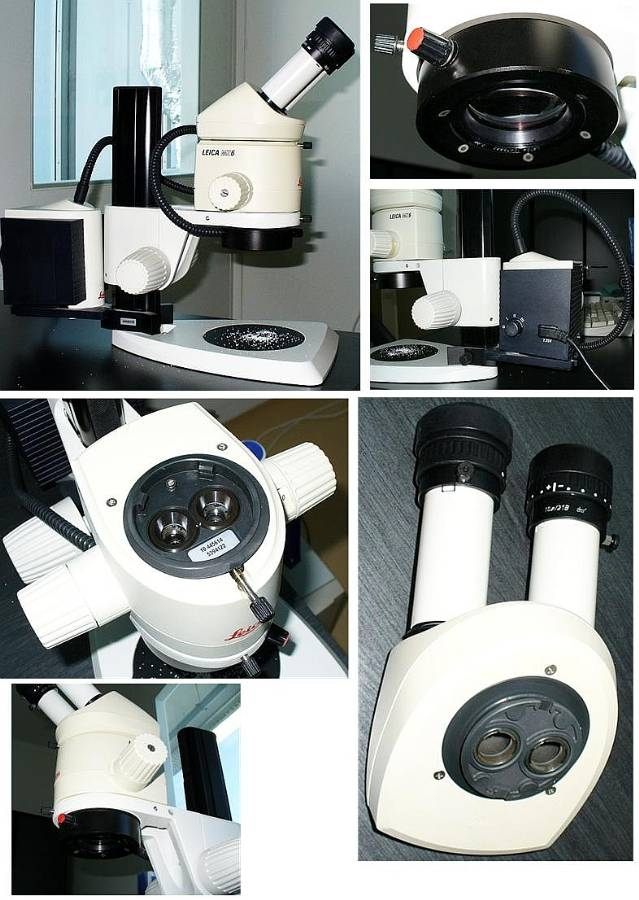
Sztereomikroszkóp

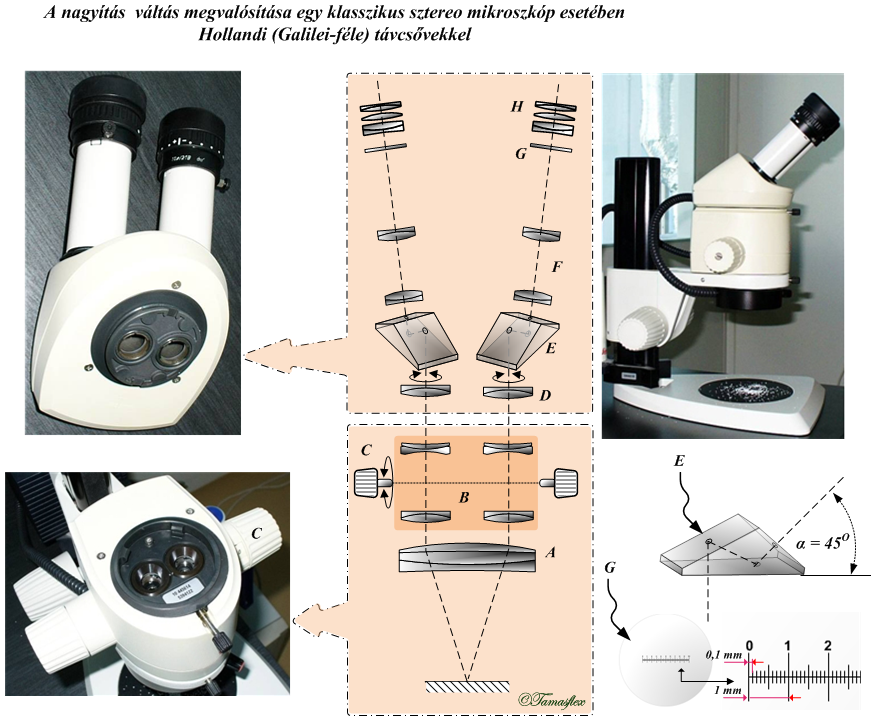
Egy korszerű sztereomikroszkóp rajza.
A – tárgylencse
B – forgódobra szerelt hollandi távcsövek
C – nagyításváltó kezelőgomb
D – E – F – G – H – binokuláris feltét [https://web.archive.org/web/20100625023758/http://www.tavcso.hu/sztereo.php

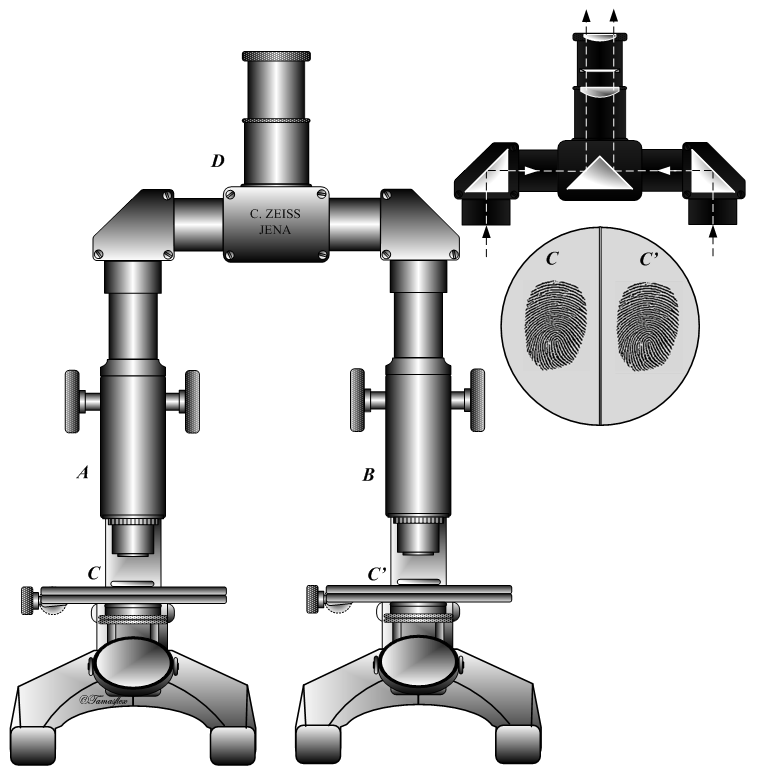
Összehasonlító mikroszkóp.
A – B – két egyforma nagyítású mikroszkóp
C – C′ – összehasonlítandó tárgy
D – sugárosztó feltét

Az adott célnak megfelelően az idők folyamán különböző mikroszkóptípusokat gyártottak.

Ezek közül elsőnek megemlítendő az iskolai vagy tanulómikroszkóp, melynek célja láthatóvá tenni az apró élőlényeket, sejttani és szövettani szerkezeteket, amelyeket a tanterv előír.

Szerkezeti egyszerűsége, közepes nagyítása könnyen kezelhetővé teszi. 

Általában egy-két objektívvel, okulárral látják el.

A preparátumot megvilágító rendszer tükörből és egy tárcsa-fényrekeszből áll.

Nagyításuk típustól függően 40–400×-os. 

A komolyabb mikroszkópok közé tartoznak az úgynevezett laboratóriumi mikroszkópok, amely a rutinszerű mikroszkópi munka eszköze.

A legtökéletesebb, sokoldalú mikroszkóp az úgynevezett univerzális kutatómikroszkóp, amely felszereltsége komplexitásával a legmesszebbmenő laboratóriumi igényeket is kielégíti.

Ez utóbbi két mikroszkóp nagyítása 30–1500×-os.
Preparálási munkákhoz, apró állatkák boncolására, érmék, rovarok, ásványok vizsgálatára a sztereomikroszkópot alkalmazzák. 

Előnye az előbbiekkel szemben az, hogy egyenes állású oldalhelyes térbeli képet ad nagy tárgytávolság mellett, amely alatt kényelmesen lehet különböző apró munkákat elvégezni.

A sztereómikroszkópok nagyítása típustól függően 10–100×-os.

A mikroszkópok családjába tartoznak még a speciális vizsgálatokhoz szerkesztett, áteső vagy ráeső fényben vizsgáló mikroszkópok.
Egy párat megemlítve:
- Metallográfiai mikroszkóp – fémek és más nem átlátszó minták felületének vizsgálata alkalmazzák,
- Trichinoszkóp – célműszer, vágóhidak alkalmazzák Trichinával fertőzött sertéshús kimutatására,
- Összehasonlító mikroszkópok – kriminalisztikai minták vizsgálatára, összehasonlítására alkalmazott mikroszkóp,
- Kolposzkópok – nőgyógyászati vizsgálatok, operációk fontos eszköze
- Kapillármikroszkóp – bőrgyógyászatban alkalmazzák a bőrfelület alatti kapillárisok, valamint a bőr felületének vizsgálatára,
- Fordított (inverz) mikroszkópok – alul elhelyezkedő objektívvel, felső megvilágítással ellátott, átlátszó tárgyak, folyadékok vizsgálatára alkalmas mikroszkóp,
- Sebészeti mikroszkópok – mikrosebészeti műtétek elengedhetetlen tartozéka,
- Ipari mikroszkópok – kész, legyártott munkadarabok minőségi bevizsgálása alkalmazott – szög, furattávolság, furatátmérő, hosszúság stb. – mérésére alkalmas mikroszkóp.

## Különleges rendeltetésű mikroszkópok

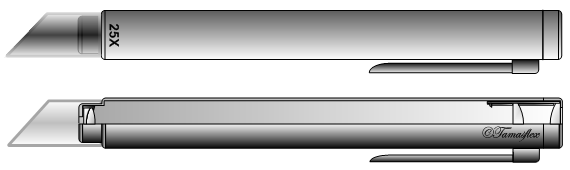
Zsebmikroszkóp [http://plaza.unas.hu/plaza_artdet.php?art=3056,kre100,KRE_100_Zsebmikroszkop_100x